# Sakritjärnberget
Sakritjärnberget är ett naturreservat i Luleå kommun i Norrbottens län.
Området är naturskyddat sedan 2005 och är 0,7 kvadratkilometer stort. Reservatet omfattar berget med detta namn och en mindre myrmark nedanför. Reservatet består av tallskog i de centrala delarna och lövrik granskog med grova aspar i sydväst.